# 베이 (신화)

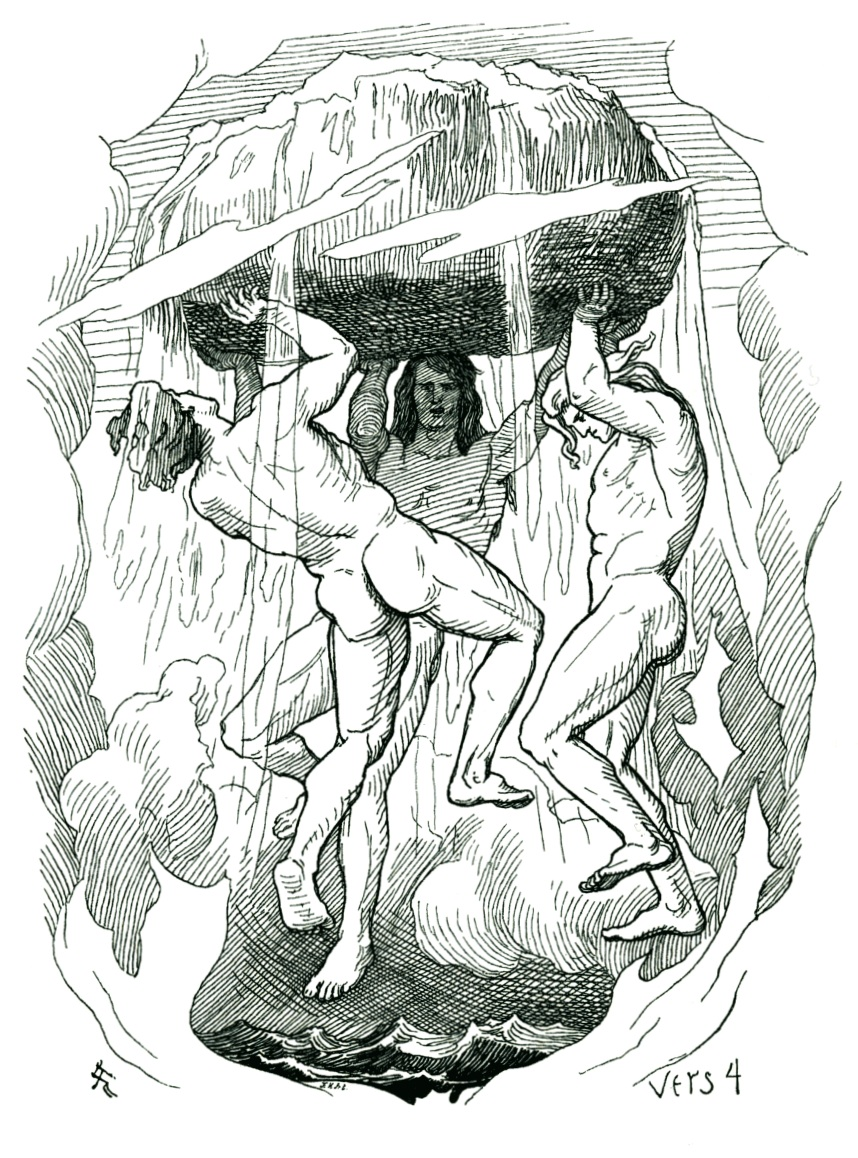

베이는 북유럽 신화에서 나오는 보르와 베스틀라 사이에서 태어난 3번째 아들이다. 큰 형은 오딘이고 작은 형은 빌리이다. 나중에 셋은 나라를 갖기 위해 거인 족의 우두머리인 이미르를 죽여 땀과 몸에 있는 물질들로 대륙과 바다와 하늘과 태양과 달을 만든다. 큰 형인 오딘이 없는 틈을 타서 작은 형인 빌리와 같이 합심하여 오딘의 궁전인 발할라 궁전을 지배했지만 오래가지 못하고 오딘에 의해서 처참한 죽음을 맞이한다.